# Byleist
Byleist (auch Bileistr altnord.: Byleipt, Byleistr‚ Donnerblitz, Sturm-Löser‘) ist ein Jöte (Riese) aus der altnordischen Mythologie. Er ist der Bruder von Loki und Helblindi und der Sohn des Jöten Fárbauti und der Laufey. Außer dieser Verwandtschaft, die Snorri Sturluson in der Gylfaginning Kap 35 nennt, ist nichts über Byleist bekannt.
In einigen Texten der Edda wird als Kenning für Loki der Ausdruck bróðir Býleists (Byleists Bruder) verwendet: Völuspá 51, Hyndlulióð 40, Skáldskaparmál 16.
Schon in den Manuskripten der Snorra-Edda variiert die Rechtschreibung zwischen Býleistr (Codex Regius, Codex Wormianus), Blýleistr (Codex Trajectinus) und Býleiptr (Codex Upsaliensis).

## Quelle
- Gylfaginning bei wikisource